# منار الحشاش
منار فهد الحشاش هي مُهندسة كويتية، وهي أيضًا أمين عام الجائزة العربية للمحتوى الرقمي التابعة للجائزة العالمية للمحتوى الرقمي، وأمين عام جائزة الكويت الإلكترونية ومعينة من قبل الأمم المتحدة بمسمى القيادية الإلكترونية للأمم المتحدة UN e-Leader اختارتها شركة مايكروسوفت لتكون محكمة في لجنة التحكيم المسؤولة عن تصفيات الجولة النهائية لمنافسات كأس مايكروسوفت سنتي 2008 و 2009.
حاصلة على بكالوريس هندسة كمبيوتر سنة 2000، وماجستير إدارة أعمال عام 2006 من جامعة الكويت. في المجال التقني هي مدقق نظم معلومات في الصندوق الكويتي للتنمية الاقتصادية العربية، وعضو مؤسس مدير عام دوت ديزاين، أما دولياً فهي عضو مجلس إدارة منظمة جائزة الأمم المتحدة للمعلوماتية WSA، والخبيرة الإلكترونية لدولة الكويت في هيئة الخبراء في نفس المنظمة، وكانت سابقاً محكمة في لجنة التحكيم الكبرى للمنظمة، وفي المجال الإعلامي المرئي هي ومعدة ومقدمة برنامج «عالم الكمبيونت» في تلفزيون الكويت، معدة ومقدمة برنامج Zero Ones، وفي المجال الاجتماعي هي مؤسسة ومديرة مسابقة غراس ألكترو السنوية، ومؤسسة ومديرة مشروع غراس الكترو التوعوي لنشر الثقافة الإلكترونية، إضافة إلى ذلك قدمت برنامج مسابقة غراس الرمضانية الإلكترونية، ومسابقة سوني أريكسون الرمضانية، أما في مجال الاعلام المقروء فمنذ عام 2003-2005 أسست وأدارت مجلة دوت، وكانت معدة صفحة الوطن نت من عام 2000-2005، كما قدمت دورات تدريبية «مقدمة للإنترنت». حاصلة على المركز الثاني بمسابقة منظمة الهندسة الإلكترونية والكهربائية الأمريكية IEEE عام 2000 لمشاريع الإنترنت والتجارة الإلكترونية.